# 月桂酸甲酯
月桂酸甲酯（英語：methyl laurate）是一种有机化合物，化学式C13H26O2，可见于伊予柑、芥菜、押不卢（Mandragora autumnalis）等物种。